# Октябрське (Костанайський район)
Октя́брське (каз. Октябрь) — село у складі Костанайського району Костанайської області Казахстану. Адміністративний центр Октябрського сільського округу.
Населення — 1809 (2021; 1628 у 2009, 1397 у 1999, 1311 у 1989).
У радянські часи село називалось Октябрський.